# La Puce et le Privé
La Puce et le Privé est un film français réalisé par Roger Kay, sorti en 1981.

## Fiche technique
- Titre : La Puce et le Privé
- Réalisation : Roger Kay, assisté de Jean Léon
- Scénario : Roger Kay
- Photographie : Vladimir Ivanov
- Son : Paul Lainé
- Montage : Yves Deschamps
- Musique : Christian Gaubert
- Sociétés de production : JKL International - Antenne 2 - M.I.P.
- Tournage : du 4 août au 7 octobre 1980
- Pays d'origine :  France
- Durée : 115 minutes
- Date de sortie : 
  - France : 11 mars 1981
- Affiche : Jouineau Bourduge (France)

## Distribution
- Bruno Cremer : Valentin
- Catherine Alric : Françoise
- Charles Vanel : Mathieu
- Boramy Tioulong : le commissaire divisionnaire Ky-Thieu
- Jean-Pierre Darras : le colonel
- Marthe Mercadier : Odette
- Jean Topart : Nicolas Octave Marcellin, le pharmacien
- Gérard Séty : Rossi
- Catherine Samie : la pharmacienne
- Françoise Engel : la colonelle
- Jacques Mauclair : le médecin
- Anne Canovas : la minette
- Jean Martin : le maître d'hôtel
- Jérôme Zucca : le môme
- Roland Bertin : Max
- René Clermont : le notaire
- Bernard Lajarrige : le vieux compagnon du colonel

## Autour du film
Le film fut diffusé sous forme de téléfilm en deux parties sur Antenne 2, en juin 1983.